# نهر غوروبي
نهر غوروبي ؛ جروبي (Rio Gurupi) هو نهر في شمال وسط البرازيل يشكل الحدود بين ولايتي مارانهاو و بارا . يرتفع نهر جوربي في التلال المنخفضة التي تفصل حوضه عن حوض نهر توكانتينن إلى الجنوب ، ويتدفق شمالًا إلى المحيط الأطلسي . يقع سيرا دو تيراكمبو إلى الشرق ، ويفصل حوض جوروبي عن حوض نهر بِندَريه.
يقع جزء من الحوض في 271,197 هكتار (670,140 أكر) محمية غوروبي البيولوجية، وهي محمية كاملة تم إنشاؤها عام 1988 ، 271,197 هكتار (670,140 أكر) . متوسط هطول الأمطار السنوي هو 2,169 مليمتر (85.4 بوصة) . درجات الحرارة تتراوح من 22 إلى 32 °م (72 إلى 90 °ف) بمتوسط 27 °م (81 °ف) . يعد حوض غوروبي موطنًا للغابات الاستوائية الرطبة ذات الأوراق العريضة ، ويقع داخل مناطق الغابات الرطبة توكانتينز-اراجوايا-مارانهاو .

## أنظر أيضا
- قائمة أنهار بارا